# Lille gerning
|  | Denne artikel er oprettet af botten Steenthbot ud fra en ekstern database. Den kan derfor have sproglige fejl eller mangler. Denne skabelon kan fjernes efter kontrol af indholdet. |

Lille gerning er en dansk eksperimentalfilm fra 2003 instrueret af Ida Grøn.

## Handling
Et visuelt digt om at mestre livets små udfordringer.